# Georg Philipp Schmitt
Pour les articles homonymes, voir Schmitt.
Georg Philipp Schmitt (né le 28 octobre 1808 à Spesbach, mort le 19 janvier 1873 à Heidelberg) est un peintre bavarois.

## Biographie
Georg Philipp Schmitt est l'un des 14 enfants de l'agent des impôts de Miltenberg Simon Joseph Schmitt, un prêtre franciscain qui a quitté le monastère pendant la Révolution française et s'est marié à Caroline Krieger, une femme de Wolfstein. Le garçon naît à Spesbach, mais grandit sur le domaine familial de Wolfstein. En 1822, la famille déménage à Heidelberg. Georg Philipp y fréquente le gymnasium pendant 1 an et demi, puis se forme à la peinture auprès de Christian Xeller, un ami de la famille.
En février 1825, l'ami d'enfance de Xeller, le peintre Peter von Cornelius, vient à Heidelberg. Xeller lui présente Georg Philipp Schmitt et le même mois, l'adolescent intègre l'Académie des beaux-arts de Munich. Cornelius lui obtient rapidement une bourse de 150 florins par an et Schmitt apprend le portrait et la peinture d'histoire auprès de Julius Schnorr von Carolsfeld et l'art du paysage auprès de Ferdinand Olivier. Pendant ce temps, le jeune homme a un ami paternel dans le philologue Friedrich Thiersch, à qui il dédiera une grande image du Corps Saxo-Borussia Heidelberg. Il a pour camarades Johann von Schraudolph, Ferdinand Fellner (de) et Philipp von Foltz.
En 1830, Georg Philipp Schmitt quitte Munich après s'être brouillé avec son parrain Peter von Cornelius. Il revient un temps dans son ancienne maison à Wolfstein puis déménage à Heidelberg. Il devient portraitiste et peintre d'histoire. En décembre 1833, il épouse Eva Kayser (1808–1888), fille d'un boulanger de Heidelberg. Ils ont six enfants, dont quatre filles. Selon l'historien de l'art de Heidelberg, Karl Lohmeyer, sa phase de création la plus fructueuse se situe entre 1831 et 1840. Pendant ce temps, Georg Philipp Schmitt entreprend de nombreux voyages artistiques dans le Palatinat voisin, où il séjourne souvent dans son ancienne maison Wolfstein et y crée de nombreuses aquarelles, principalement des vues du lieu et des motifs de la vallée du Lauter. En plus de romantiser les paysages et les natures mortes, de plus en plus d'œuvres historico-religieuses sont créées vers la fin des années 1830. Il y a des échos clairs du mouvement nazaréen, mais adoucis par des teintes plus chaudes. L'une des œuvres principales typiques de cette période créative est la grande représentation de la crucifixion dans l'église paroissiale catholique de Hohensachsen près de Heidelberg.
La peinture de portrait reste la principale source de revenus de Georg Philipp Schmitt. En particulier, les riches familles du Palatinat occidental, telles que Lilier, Wies, von Hohenfels, von Korbach à Deux-Ponts, Benzino à Landstuhl, Zott à Homburg, Weber à Kaiserslautern, sont représentées en rangées par Schmitt. De nombreux Russes et Anglais qui se trouvent à Heidelberg à l'époque se font peindre par Schmitt et répandent sa renommée dans leurs pays d'origine. Ce sera plus tard très utile à son fils Guido Philipp Schmitt (de), qui vit temporairement à Londres en tant que portraitiste.
Georg Philipp Schmitt s'implique avec Charles de Graimberg dans la constitution de la collection d'art et d'antiquités de Heidelberg, qui est ensuite conservée au musée palatin de Heidelberg. Son cercle d'amis à Heidelberg comprend les peintres Christian Philipp Koester (de), Friedrich Veith, Edward von Steinle et le poète Justinus Kerner.
Georg Philipp Schmitt fait de longs et fréquents voyages artistiques sur le Rhin et à travers la Belgique, le Luxembourg et la France. Apparemment, il n'est jamais allé en Italie. Lorsque son fils Guido Philipp devient un célèbre portraitiste en Angleterre, il lui rend visite plus souvent. Georg Philipp Schmitt vit sa vieillesse à Heidelberg, où il meurt le 19 janvier 1873 après de longues et graves souffrances.
Carl Leonhard (de), directeur de longue date de la cimenterie de Heidelberg-Portland, est le fils de sa sœur Margaretha Leonhard née Schmitt (1811–1895).